# Будзиська (Люблінське воєводство)
Будзиська (пол. Budziska) — село в Польщі, у гміні Адамув Луківського повіту Люблінського воєводства.
Населення — 226 осіб (2011).
У 1975-1998 роках село належало до Седлецького воєводства.

## Демографія
Демографічна структура станом на 31 березня 2011 року:
|          | Загалом | Допрацездатний вік | Працездатний вік | Постпрацездатний вік |
| -------- | ------- | ------------------ | ---------------- | -------------------- |
| Чоловіки | 106     | 22                 | 65               | 19                   |
| Жінки    | 120     | 33                 | 53               | 34                   |
| Разом    | 226     | 55                 | 118              | 53                   |